# Ischnoptera aglandis
Ischnoptera aglandis är en kackerlacksart som beskrevs av Roth, L. M. 200. Ischnoptera aglandis ingår i släktet Ischnoptera och familjen småkackerlackor.
Artens utbredningsområde är Haiti. Inga underarter finns listade i Catalogue of Life.